# Петраково (Дмитровський міський округ)
Петрако́во (рос. Петраково) — присілок у складі Дмитровського міського округу Московської області, Росія.

## Населення
Населення — 42 особи (2010; 23 у 2002).
Національний склад (станом на 2002 рік):
- росіяни — 87 %